# エフワンガム
エフワンガム（もしくはF.1ガム）は、1977年（昭和52年）にカバヤ・リーフ（現・カバヤ食品）が製造販売したチューインガム食玩。それまで幼児向けと考えられていた玩具菓子の分野において、現在まで続くスケールモデル食玩の基礎となる概念を日本で最初に菓子売り場に持ち込んだ。

## 概要
ネーミングのF.1は、当時日本の男子児童を熱狂させたスーパーカーブームと、1976年（昭和51年）に日本で初のフォーミュラワン世界選手権が、翌1977年（昭和52年）にかけ行なわれたことによるもの。ただし諸般の事情でF1は使用できず、F.1とエフワンが併記された。ビッグリーグガムのコンセプトを引継ぎ、パッケージは直方体の紙製で、同社のビッグリーグガムと同様にガムとおまけの部屋を分けた方式だった。おまけはポリエチレン系（接着と塗装が困難な素材）の軟質プラスチック製で自動車等の乗物の完成品を封入。後にニューエフワンガムにリニューアル以降は、ランナーから部品を切り離すタイプの簡易なプラ組立てキットと成り、それまでの食玩と差別化が図られている。また初期のパッケージイラストは1975年（昭和50年）のF1カーブラバムBT45がリアルに描かれるなど、当時の多くの食玩より高学年層を狙った意図がうかがえる。さらにキャッチフレーズを「男の子のガム」として購買層を限定している。製品コンセプトは後のビッグワンガムに引き継がれた。

## 広告宣伝
- キャッチコピー「男の子のガム」
- TVCF
  - 楽曲：カーベルス「The L.A. Run（スケートボード・ラン）」
  - ナレーター：広川太一郎